# جيمس إرفين
جيمس إرفين (بالإنجليزية: James Erwin)‏ هو محامي وسياسي أمريكي، ولد في 1921 بنيويورك في الولايات المتحدة، وتوفي في 14 يوليو 2005 في الولايات المتحدة. حزبياً، نشط في الحزب الجمهوري. وقد انتخب عضو مجلس نواب مين وانتخب عضو مجلس ولاية مين.